# Feuerhölle
Feuerhölle (Alternativtitel: Projekt D.E.E.P. – In brennender Tiefe; Originaltitel: Descent) ist ein kanadischer Science-Fiction-Film aus dem Jahr 2005. Regie führte Terry Cunningham, das Drehbuch schrieb Michael Konyves.

## Kritiken
David Nusair schrieb auf Reel Film Reviews, der Film sei eine Low-Budget-Version von The Core – Der innere Kern. Der erste Film sei nicht besonders unterhaltsam, während dieser Film ein „vollständiges Desaster“ sei. Er sei derart langweilig, dass man sich wundere, dass er überhaupt existiere. Das Drehbuch beinhalte kein Stückchen Originalität und bemühe älteste Klischees, die man sich überhaupt vorstellen könne. Die Spezialeffekte seien lausig. Lediglich die „überraschend starke“ Darstellung von Luke Perry wurde gelobt.
Das Lexikon des internationalen Films schrieb, der Film sei ein „ebenso konventioneller wie konfuser Katastrophenfilm mit plumpen Effekten“.
Die Zeitschrift prisma schrieb, der Film sei ein „packender Katastrophenreißer, der sich geschickt bei Vorbildern wie “The Core – Der innere Kern”“ bediene.
Die Zeitschrift TV Spielfilm schrieb, der Film sei eine „lausige, pseudowissenschaftliche Story, in der sich ein paar „good guys“ gegen die obligatorischen Bösewichte durchsetzen“. Er sei „im wahrsten Sinne unterirdisch schlecht“.

## Hintergründe
Der Film wurde in Hamilton (Ontario) und in Seattle gedreht.